# Alec Empire vs Elvis Presley
Alec Empire vs Elvis Presley – album Aleca Empire zawierający dziesięć utworów opartych na samplach piosenek Elvisa Presleya.

## Historia albumu
Utwory które znalazły się na albumie powstały w Berlinie w 1998 roku, gdy Alec Empire wrócił z trasy Atari Teenage Riot po USA. Według artykułu w New Musical Express, artysta wypożyczył i obejrzał w tym czasie wszystkie filmy z udziałem Elvisa i przesłuchał część jego płyt, czego efektem było stworzenie blisko dwóch godzin gotowych do wykorzystania sampli. Następnie dokonał nagrań, które, według tego samego artykułu w NME, skłoniły ówczesną partnerkę Aleca do opuszczenia go.
Z obaw o skutki prawne wykorzystania nagrań Presleya bez uzyskania zgody Presley Foundation, żadna z wytwórni płytowych, nie wyłączając macierzystej dla Aleca Digital Hardcore Recordings, nie zdecydowała się na wydanie albumu. Alec Empire własnym sumptem wytłoczył kilka winyli dla przyjaciół i znajomych DJ-ów. Ku swojemu zaskoczeniu, w 1999 roku kupił swój własny album wydany przez El Turco Loco w sklepie muzycznym w Nowym Jorku.
Album, wydany właściwie jako bootleg, nie jest już dostępny na rynku. Pojedyncze egzemplarze bywają przedmiotem aukcji internetowych.
Do utworu „You Ain’t Nothing” powstał teledysk w reżyserii Philippa „Virusa” Reichenheima, przyjaciela i współpracownika Aleca.

## Spis utworów
| Nr | Tytuł                                 | Długość ścieżki | Uwagi                                                                  |
| -- | ------------------------------------- | --------------- | ---------------------------------------------------------------------- |
| A1 | „Jailhouse Cock Rocks the Most”       | 3:32            | Sample z "Jailhouse Rock”.                                             |
| A2 | „You Ain’t Nothing”                   | 3:00            | Sample z "Hound Dog”.                                                  |
| A3 | „Something For The Pain”              | 4:16            | Sample z „Maybellene”.                                                 |
| A4 | „Take Away”                           | 2:59            | Sample z „They Remind Me Too Much of You”                              |
| B1 | "Come On, Fight You Punk!”            | 2:38            | Sample z "Long Tall Sally”.                                            |
|    | „I am Going Insane Without Your Love” | 3:26            |                                                                        |
|    | „He’s Dead, That’s the Way It Is”     | 3:35            | Sample z trailera do filmu dokumentalnego Elvis: That’s the Way It Is. |
| B2 | „Last Message From The Soul”          | 2:00            |                                                                        |
| B3 | „Fuck the Majors”                     | 0:46            | Sample z filmu Więzienny rock.                                         |
| B4 | „Blue Moon”                           | 3:56            | Sample z „Blue Moon of Kentucky”.                                      |